# Kodská jeskyně
Kodská jeskyně je jeskyně nacházející se nedaleko osady Koda na území stejnojmenné národní přírodní rezervace v Chráněné krajinné oblasti Český kras.

## Archeologická lokalita
Průzkum ve 20. a 30. letech 20. století odkryl mnoho předmětů jako keramiku, kostěné a kamenné nástroje, které dokládají, že člověk jeskyni obýval ve již středním a mladším paleolitu, neolitu, eneolitu, v době bronzové, latenské a i ve středověku. V dnešní době jsou všechny kulturní vrstvy odstraněné.